# 전국민족민주운동연합
전국민족민주운동연합(全國民族民主運動聯合, 약칭 전민련)은 1989년 1월 21일 창립된 대한민국 민족, 민주 세력의 전국적 통합조직이다. 1991년 12월 결성된 민주주의민족통일전국연합으로 발전하였다.

## 특징
광주 민중 항쟁이 민주 변혁의 역사에서 지역적 고립과 분산에 따른 좌절과 패배의 경험이였던 반면에, 그로부터 8년 만에 민족, 민주 운동이 전국적 수준의 대중 조직 활동을 전개할 수 있게 확장되었다. 한국전쟁 이후 처음 전국 연합 수준으로 조직 활동이 확장되었다는 점은 대한민국 사회의 정치적 주체로 의의를 갖게 되었다.

## 배경
1980년대 중반부터 1990년대 중반에 이르는 10여 년 사이에 대한민국의 정치상황과 사회운동은 큰 변화를 겪어 왔다.
1980년대 중반까지 대한민국 비정부 민간기구들은 군부 권위주의 정권 아래에서 정부의 감시와 통제를 받으며 활동해 왔다. 그중에서 사회적으로 영향력이 크거나 정치적으로 의미가 있는 단체들은 대부분 관변 단체로 되어 정부의 법적, 정치적 통제와 재정적 지원을 받으면서 활동하게 되었고, 정부에 대해 권위주의적으로 복종하고 정부가 필요로 하는 시녀의 역할을 맡아 왔다. 이러한 정부의 통제에 저항하거나 정부의 정치 행태 자체에 대해 비판하고 저항하는 사회 운동 단체들은 반정부 단체로 불법시 되거나 정치적인 탄압을 받았다.
그러나 1987년에는 반정부적인 민주화 운동 단체들이 주도하여 전국적인 시위사태가 발생하였고, 정치정세는 군부독재 정권의 억압적 통치와 이에 저항하는 민주세력 사이에 갈등과 역학관계로 편성되었다. 특히 이 시기의 최대의 쟁점은 전두환 정권이 임기말 상황에서 군부 독재의 연장이냐 아니면 권력교체를 통한 청산이냐 하는 것이었다.
재야 사회 운동권 및 민주 시민사회 단체는 대통령 직선제 개헌을 추진하여 군부통치 종식과 정권교체를 위해 노력하였다.
이같은 정치적 대결국면에 박종철 고문치사사건이 발생하였고, 민주연합 운동세력은 이것이 당시 정권의 반민주적이고 비도덕적인 성격을 극명하게 보여주는 사건이라고 규정하고, 민중과 시민들의 호응을 얻어 성공적인 투쟁을 전개하였다.
결국 정부로부터 대통령 직선제를 뼈대로 하는 6.29선언을 얻어내게 되고, 권위주의 국가권력은 민주화 조치를 취할 것을 약속하고 위로부터 민주화가 시작되었다.
노동조합 등 비정부 기구가 현저하게 늘어나게 되었고 기존 조직도 활성화되고 확대되었다. 1987년 9월 27일에는 민주교육추진 전국교사협의회가 결성되고, 1989년 5월 28일에는 전국교직원노동조합이 결성되는 등 그해 5월 26일에는 거의 모든 민주적 사회단체들로 구성된 범국민후원회가 발족되었다.
가톨릭농민회와 기독교농민회는 1989년 3월 통합하여 전국농민운동연합을 결성하였고, 그 후 1990년 2월에는 전국농민회총연맹으로 발전하였다. 1989년 11월에는 전국빈민연합이 결성되었다.
그리고 민주연합 운동세력으로 1987년 5월 27일 결성된 민주헌법쟁취국민운동본부는 1987년 12월 16일 실시된 대통령 선거에서 패배하였다.

## 목표
결성선언문에 나타난 활동방향은 민중이 주인되어 민족의 자주화와 통일 그리고 민주주의를 실현하는 것으로,
- 대한민국에 진정한 민중해방과 자유 평등 사회 실현
- 반외세 자주화 운동, 반독재 민주화 운동, 자주적 조국통일 운동 (3대 투쟁과제)[1]

## 참가
‘서울민족민주운동협의회’ 등 지역운동 통합단체 12개, ‘전국노동운동단체협의회’ ‘전국농민운동연합’ 등 부문운동 통합단체 8개 등 모두 20개의 단체, 개별운동단체 200여개

## 활동
1. 각종 경제관련 정책에 대한 비판 및 대안 제시
2. 국가보안법 등에 대한 개정 및 폐지 운동
3. 주한미군 철수 등 주도[1]

## 조직
- 공동대표: 이부영, 오충일, 이창복, 배종렬, 이영순, 윤정석
- 사무처장: 장기표
- 정책기획실장: 김근태
- 조국통일위원장: 이재오
- 민주쟁취위원장: 여익구
- 인권위원장: 박용일
- 대변인: 박계동
- 국장급: 총무 김도연, 선전 성문화, 사회 이종현, 조직 권형택, 국제협력 김현장, 사무차장 김희택, 최종진, 감사 이우재, 신경림, 곽태영
- 고문: 문익환, 계훈제, 박형규, 이소선, 백기완, 강희남

## 같이 보기
- 민주통일민중운동연합
- 민족 해방(NL)
- 민주노동당
- 통합진보당